# Monte Cristo
Monte Cristo é um município da província de Córdova, na Argentina.